# Берёзовская волость (Кунгурский уезд)

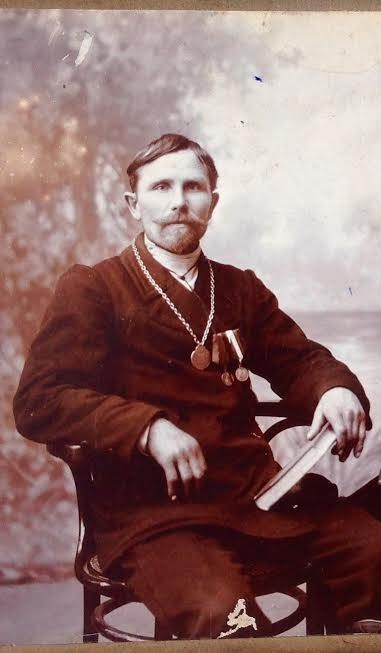
Волостной старшина Березовской волости, Кунгурского уезда, Пермской губернии

Волостной старшина - выборное старшее должностное лицо волости, административной единицы крестьянского самоуправления в Российской империи.

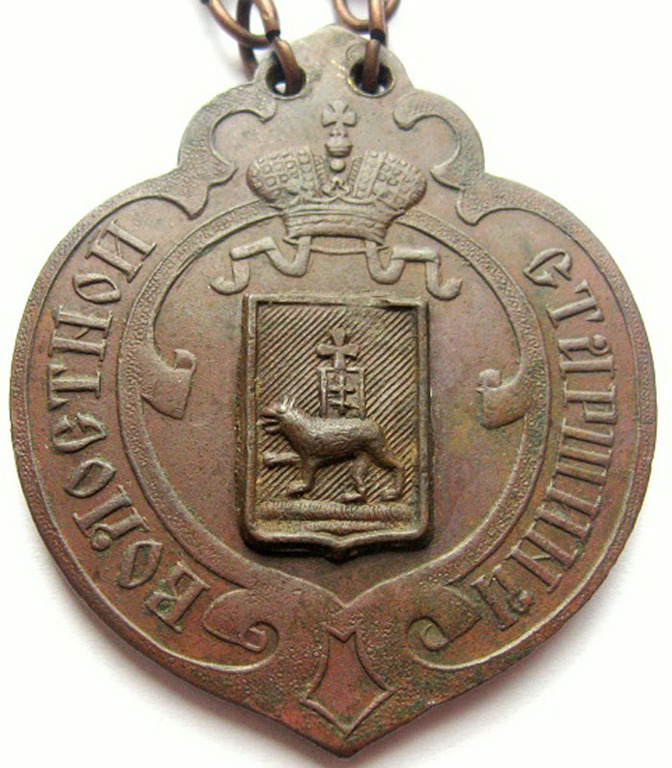
Знак Волостного старшины Пермской губернии до Революции 1917 года

## Берёзовская волость Кунгурского уезда Пермской губернии
Берёзовская волость Кунгурского уезда Пермской губернии.
Список населённых мест 1904 г.
Берёзовское общество:
Берёзовское, Грачи, Красильникова, Вахлыши. 
Каргинское общество:
Карга, Кукушкина, Баксанова, Вязовка.
Пирожковское общество:
Филатова, Стяжкова, Филиппова, Пирожкова, Шумкова.
Бырыловское общество:
Бырылова, Петушата, Туры, Зауголы (Пессянка), Тараныш, Ябурова, Зауголы, Песчанка.
Карнауховское общество:
Карнаухова, Мясникова, Маракаи, Пентюрина, Левина, Чащин, Цыганы, Берсени, Шишкина, Шишкин.
Мачинское общество:
Нижняя Мачина, Верхняя Мачина, Карпунята, Резанова, Кирякова.
Шаквинское общество:
Шаквинский, Плотинный, Старкова, Ванькин.

## Волостной старшина в Березовской волости Кунгурского уезда Пермской губернии
Волостным старшиной в Березовской волости Кунгурского уезда Пермской губернии служил до 1917 года Елисеев Семён Алексеевич.
Волостной старшина руководил волостным правлением, состоявшим из всех сельских старост, а также заседателей правления (если они имелись) и помощников старшины - сборщиков налогов (если они имелись). Волостной старшина был обязан беспрекословно исполнять все законные требования земского начальника, мирового посредника и чинов уездной полиции. Институт волостных старшин в описанном виде был учреждён «Общим положением о крестьянах, вышедших из крепостной зависимости» от 19 февраля 1861 года, и до 1917 года не претерпел существенных изменений. Обязанности старшины были одинаковыми везде, где имелись крестьяне как сословие, независимо от того, были ли в данных местностях введены губернские учреждения, земские учреждения и земские начальники. У казаков соответствующие волостному старшине должностные лица именовались станичными атаманами. Труд волостного старшины был, как правило, оплачиваемым.
В Березовской волости Кунгурского уезда Пермской губернии была хорошо развита экономика, проходили еженедельные базары скота от 10 до 50 голов.
Знак «Сельский староста» установлен законом 27 июля 1861 г. Одновременно с ним в этом же указе были учреждены знаки «Волостной старшина» и «Помощник старшины».

## Знак Волостного старшины Пермской губернии до Революции 1917 года
Все знаки учреждены одинаково размера в виде медальонов неодинаковой формы с изображением на лицевой стороне герба губернии и надписи вокруг соответствующей должности, а на оборотной стороне — вензель Государя Императора и круговая надпись вокруг него «1861 года 19 февраля».
Знак Волостного старшины должен был носится на цепочке из тонких звеньев, а знаки Сельского старосты и Помощника старшины — на короткой цепочке, прикреплённой к булавке. Знак требовалось носить, чтобы люди видели «человека при исполнении».